# Liste der Wappen im Landkreis Ludwigslust-Parchim
Die Liste erfasst alphabetisch geordnet die Wappen der Städte und Gemeinden des Landkreises Ludwigslust-Parchim in Mecklenburg-Vorpommern (Deutschland) sowie der ehemals auf dem Kreisgebiet befindlichen, aufgelösten Landkreise.

## Landkreis Ludwigslust-Parchim und Vorgängerkreise
| Landkreis             | Wappen | Kommentare |
| --------------------- | ------ | --- |
| Ludwigslust-Parchim   |        | Am 8. Mai 2014 hat der Kreistag Ludwigslust-Parchim die Annahme eines Wappens beschlossen, das von Heinz Kippnick entworfen wurde und mit Änderung der Hauptsatzung vom 27. Januar 2015 das offizielle Kreiswappen wurde: „Gespalten und halb geteilt, vorn in Blau ein schreitender, golden bewehrter silberner Graureiher, hinten oben in Gold ein hersehender, golden gekrönter schwarzer Stierkopf mit geschlossenem Maul, unten in Rot zwei zusammengewachsene goldene Eichenblätter mit goldener Eichel.“ |
| Ludwigslust seit 1994 |        | Genehmigt durch den Innenminister von Mecklenburg-Vorpommern am 7. Juni 1995: „Geteilt durch einen Wellenschnitt von Rot und Silber; oben ein schreitendes goldenes Pferd; unten drei fächerförmig zusammengewachsene grüne Eichenblätter.“ |
| Parchim               |        | Genehmigt durch den Innenminister von Mecklenburg-Vorpommern am 20. Februar 1997: „In Gold ein hersehender schwarzer Stierkopf mit schwarzen Hörnern, geschlossenem Maul und einer goldenen Krone, von der drei kleeblattförmige Zinken sichtbar sind, ein rechtes blaues Schrägeck und ein linkes unteres blaues Schrägeck.“ |
| Ludwigslust 1991–1994 |        | Genehmigt durch den Innenminister von Mecklenburg-Vorpommern am 14. Juni 1991: „Zwischen einem von Blau über Silber geteilten Schildhaupt und einem von Silber über Rot geteilten Schildfuß in Grün die goldene Fassade eines Schlosses bestehend aus einem dreieinhalbgeschossigen Haupttrakt mit zwei Seitenrisaliten und einem höheren Mittelrisaliten, vor dem Mittelrisaliten ein von Säulen getragener Altan.“                                                                                            |
| Schwerin 1991–1994    |        | Genehmigt durch den Innenminister von Mecklenburg-Vorpommern 1991: „In Blau eine von Rot und Gold geteilte Flanke, begleitet von einem silbernen Pferdekopf.“ |

## Städte und Gemeinden
Folgende Gemeinden führen kein eigenes Wappen und keine eigene Flagge. Als Dienstsiegel führen sie das kleine Landessiegel mit dem Wappenbild des Landesteils Mecklenburg:
| - Alt Krenzlin - Balow - Barkhagen - Bengerstorf - Besitz - Blankenberg - Blievenstorf - Borkow - Brahlstorf - Bresegard bei Eldena - Brunow - Bülow | - Dersenow - Dobin am See - Domsühl - Dümmer - Friedrichsruhe - Gallin-Kuppentin - Ganzlin - Gehlsbach - Gneven - Gorlosen - Grebs-Niendorf - Gresse | - Greven - Groß Godems - Groß Krams - Groß Laasch - Hohen Pritz - Hoort - Hülseburg - Karenz - Karrenzin - Klein Rogahn - Kloster Tempzin - Kogel - Kreien | - Kremmin - Kritzow - Kuhlen-Wendorf - Langen Brütz - Lüblow - Lüttow-Valluhn - Malk Göhren - Mestlin - Milow - Möllenbeck - Mustin - Neu Gülze - Neu Kaliß | - Neu Poserin - Nostorf - Obere Warnow - Passow - Prislich - Rom - Ruhner Berge - Schossin - Sukow - Teldau - Tessin b. Boizenburg - Tramm - Vellahn | - Vielank - Warlitz - Warlow - Warsow - Weitendorf - Werder - Wittendörp - Wöbbelin - Ziegendorf - Zierzow - Zölkow - Zülow |

| Stadt oder Gemeinde           | Wappen                                   | Kommentare |
| ----------------------------- | ---------------------------------------- | --- |
| Gemeinde Alt Zachun           | Wappen der Gemeinde Alt Zachun           | Das Wappen wurde von dem Wismarer Heraldiker Roland Bornschein gestaltet. Es wurde am 2. November 1992 durch das Ministerium des Innern genehmigt und unter der Nr. 47 der Wappenrolle des Landes Mecklenburg-Vorpommern registriert: Das Wappen zeigt: „Geteilt von Rot über Gold; oben ein aufrecht schreitender, zwiegeschweifter, golden bekrönter und schwarz bewehrter goldener Löwe mit ausgeschlagener roten Zunge, rechts oben begleitet von einer silbernen Lilie; unten auf grünem Dreiberg einen Baumstumpf mit drei Trieben, von denen die beiden äußeren mit den Spitzen nach innen gebogen sind und sich im unteren Drittel des mittleren kreuzen.“ |
| Gemeinde Bandenitz            | Wappen der Gemeinde Bandenitz            | Das Wappen wurde von dem Schweriner Heraldiker Karl-Heinz Steinbruch gestaltet, am 26. August 1998 durch das Ministerium des Innern genehmigt und unter der Nr. 162 der Wappenrolle des Landes Mecklenburg-Vorpommern registriert: „Gespalten und halbgeteilt; vorn in Gold ein widersehender schwarzer Lindwurm; hinten oben in Silber ein roter Vogel; hinten unten in Rot ein aufgerichteter, linksgewendeter goldener Adlerfang.“ |
| Gemeinde Banzkow              | Wappen der Gemeinde Banzkow              | Genehmigt durch den Innenminister von Mecklenburg-Vorpommern am 2. August 2000 und unter der Nr. 220 der Wappenrolle des Landes Mecklenburg-Vorpommern eingetragen: „In Grün über goldenem Wellenschildfuß eine goldene Holländerwindmühle, begleitet beidseitig von einem goldenen Lindenblatt.“ |

Gemeinde Leezen
Gemeinde Lübesse
Stadt Lübtheen → Details
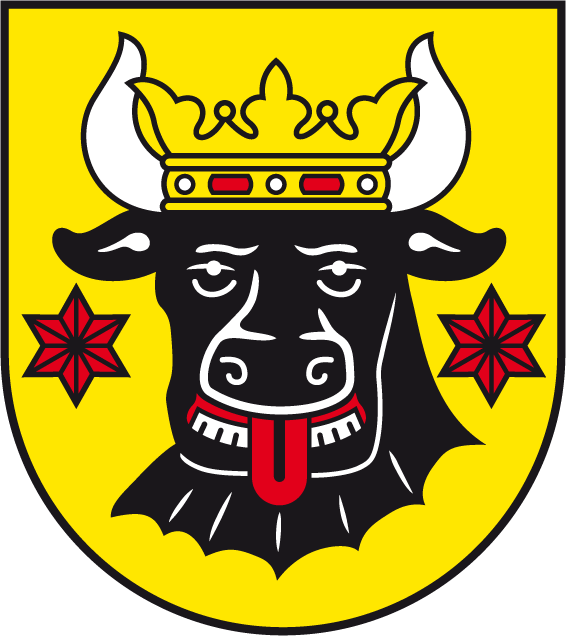
Stadt Lübz
Stadt Ludwigslust
Gemeinde Malliß
Gemeinde Moraas
Gemeinde Muchow
Stadt Neustadt-Glewe
Gemeinde Pampow
Kreisstadt Parchim
Gemeinde Pätow-Steegen
Gemeinde Picher
Gemeinde Pinnow
Gemeinde Plate
Stadt Plau am See
Gemeinde Pritzier
Gemeinde Raben Steinfeld
Gemeinde Rastow
Gemeinde Redefin
Gemeinde Schwanheide
Gemeinde Siggelkow
Gemeinde Spornitz
Stadt Sternberg
Gemeinde Stolpe
Gemeinde Stralendorf
Gemeinde Strohkirchen
Gemeinde Sülstorf
Gemeinde Techentin
Gemeinde Toddin
Gemeinde Uelitz
Stadt Wittenburg
Gemeinde Wittenförden
Gemeinde Witzin
Gemeinde Zapel
Stadt Zarrentin am Schaalsee

| Gemeinde Barnin               | Wappen der Gemeinde Barnin               | Das Wappen und die Flagge wurde maßgeblich von dem Barniner Künstler Volkert Krietsch gestaltet. Es wurde am 5. Juli 2012 durch das Ministerium des Innern genehmigt und unter der Nr. 342 der Wappenrolle des Landes Mecklenburg-Vorpommern registriert: „In Gold über blauem Wellenschildfuß, darin ein silberner Fisch, ein schwarzer schreitender Hirsch.“ |
| Gemeinde Belsch               | Wappen der Gemeinde Belsch               | Genehmigt durch den Innenminister von Mecklenburg-Vorpommern am 22. Juni 2009 und unter der Nr. 326 der Wappenrolle des Landes Mecklenburg-Vorpommern eingetragen: „In Silber über goldenem nach oben gebogenem Schildfuß die wachsende rote Giebelfront eines niedersächsischen Bauernhauses mit schwarzem Fachwerk und schwarzen Giebelbrettern mit abgewendeten Pferdeköpfen.“ |
| Gemeinde Bobzin               | Wappen der Gemeinde Bobzin               | Genehmigt durch den Innenminister von Mecklenburg-Vorpommern am 14. August 1996 und unter der Nr. 108 der Wappenrolle des Landes Mecklenburg-Vorpommern eingetragen: „In Gold ein blauer Stab; vorn ein rückschauender, rot bewehrter und rot gezungter schwarzer Lindwurm; hinten zwischen zwei grünen Kleeblättern eine grüne Weizenähre.“ |
| Stadt Boizenburg/Elbe         | Wappen der Stadt Boizenburg/Elbe         | Das Wappen besteht in heutiger Form und Tingierung bereits seit dem 14. Jahrhundert, bestätigt durch Friedrich Franz II., Großherzog von Mecklenburg[-Schwerin], am 10. April 1858 und ist unter der Nr. 36 der Wappenrolle des Landes Mecklenburg-Vorpommern eingetragen: „In Blau eine goldene Burg mit gezinnter Mauer und geöffneten Torflügeln; darüber ein Turm mit drei Fenstern und Kuppeldach, flankiert von Seitenflügeln mit je vier Fenstern und gegipfeltem Dach, beide Dächer mit einem Knopf besteckt.“ |
| Gemeinde Brenz                | Wappen der Gemeinde Brenz (Mecklenburg)  | Genehmigt durch den Innenminister von Mecklenburg-Vorpommern am 18. August 2003 und unter der Nr. 284 der Wappenrolle des Landes Mecklenburg-Vorpommern eingetragen: „Gespalten; vorn in Gold ein schwebender, spitzbedachter roter Burgturm slawischer Bauart mit offenem Tor; hinten in Blau zwei schräg gekreuzte goldene Getreideähren.“ |
| Gemeinde Bresegard bei Picher | Wappen der Gemeinde Bresegard bei Picher | Genehmigt durch den Innenminister von Mecklenburg-Vorpommern am 12. März 1998 und unter der Nr. 158 der Wappenrolle des Landes Mecklenburg-Vorpommern eingetragen: „In Silber auf rotem Hügel eine grüne Birke mit neun silbernen Früchten.“ |
| Stadt Brüel                   | Wappen der Stadt Brüel                   | Genehmigt am 10. April 1858 von Friedrich Franz II., Großherzog von Mecklenburg, festgelegt, 1991 neu gezeichnet und unter der Nr. 3 der Wappenrolle des Landes Mecklenburg-Vorpommern eingetragen.: „Das Wappen ist gespalten von Gold und Rot; vorn am Spalt ein halber hersehender schwarzer Stierkopf mit schwarzen Hörnern; hinten am Spalt ein halber, sechsstrahliger goldener Stern, darunter ein aus dem Spalt nach links wachsendes, gestieltes goldenes Dreiblatt.“ |
| Gemeinde Cambs                | Wappen der Gemeinde Cambs                | Genehmigt durch den Innenminister von Mecklenburg-Vorpommern am 15. November 1996 und unter der Nr. 113 der Wappenrolle des Landes Mecklenburg-Vorpommern eingetragen: „Gespalten von Grün und Gold: vorn am Spalt eine halbe, bewurzelte, blattlose, goldene Eiche mit goldenen Früchten an den Zweigenden; hinten fünf blaue Fische pfahlweise übereinander.“ |
| Stadt Crivitz                 | Wappen der Stadt Crivitz                 | Genehmigt am 10. April 1858 durch Friedrich Franz II., Großherzog von Mecklenburg-Schwerin, im Jahre 2000 neu gezeichnet und unter der Nr. 215 der Wappenrolle des Landes Mecklenburg-Vorpommern eingetragen: „In Silber ein roter Kleeblattbogen, darauf drei rote Kuppeltürme mit je drei Fenstern nebeneinander, der mittlere stärker und mit einem Tatzenkreuz, die äußeren mit einem Knauf; darunter ein von Rot und Gold geteilter Dreieckschild, beseitet von je einer roten Rose.“ |
| Gemeinde Dabel                | Wappen der Gemeinde Dabel                | Genehmigt durch den Innenminister von Mecklenburg-Vorpommern am 19. Juni 2002 und unter der Nr. 264 der Wappenrolle des Landes Mecklenburg-Vorpommern eingetragen: „In Gold eine rote Holländerwindmühle über einer erniedrigten blauen Wellenleiste, begleitet beiderseits und oben von je einem aufrechten Eichenblatt mit schwarzem Stiel, daran zwei blaue Früchte.“ |
| Gemeinde Dambeck              | Wappen der Gemeinde Dambeck              | Genehmigt durch den Innenminister von Mecklenburg-Vorpommern am 10. Juni 2016: „In Gold ein leicht erhöhter blauer Wellenleistenstab, begleitet oben von einem grünen dreiblättrigen Eichenzweig mit zwei grünen Eicheln, unten von einem roten Krebs.“ |
| Gemeinde Demen                | Wappen der Gemeinde Demen                | Genehmigt durch den Innenminister von Mecklenburg-Vorpommern am 8. August 2000 genehmigt und unter der Nr. 222 der Wappenrolle des Landes Mecklenburg-Vorpommern eingetragen: „In Gold mit einem von Gold und Blau im Doppelwolkenschnitt geteilten Bord zwei schräggekreuzte, an den oberen Enden rot-golden brennende rote Baumstämme, bewinkelt von vier roten Kleeblättern.“ |
| Gemeinde Dobbertin            | Wappen der Gemeinde Dobbertin            | Genehmigt durch den Innenminister von Mecklenburg-Vorpommern am 10. Juni 2002 und unter der Nr. 262 der Wappenrolle des Landes Mecklenburg-Vorpommern eingetragen: „Durch Wellenschnitt gespalten; vorn in Blau eine linksgewendete hersehende goldene Eule, auf einer Pflugschar sitzend; hinten in Gold ein aus dem unteren Schildrand hervorkommender, doppelhelmiger roter Kirchturm mit spitzbogigem offenem Tor und je zwei spitzbogigen betagleuchteten Fenstern und Schallöffnungen sowie einem schwarzen Kreuz auf jeder Helmspitze.“ |
| Stadt Dömitz                  | Wappen der Stadt Dömitz                  | Genehmigt am 10. April 1858 von Friedrich Franz II., Großherzog von Mecklenburg, 1997 neu gezeichnet und unter der Nr. 55 der Wappenrolle des Landes Mecklenburg-Vorpommern eingetragen: „In Silber ein sechsfach gezinntes rotes Stadttor mit geschlossenen nägelbeschlagenen silbernen Torflügeln, überragt von einem Turm mit einer fünffach gezinnten und beiderseits abgestrebten Platte.“ |
| Gemeinde Eldena               | Wappen der Gemeinde Eldena               | Das Wappen wurde von dem Schweriner Heraldiker Karl-Heinz Steinbruch gestaltet. Es wurde am 13. Mai 2014 durch das Ministerium des Innern genehmigt und unter der Nr. 352 der Wappenrolle des Landes Mecklenburg-Vorpommern registriert: „Über goldenem erniedrigten Wellenschildfuß in Blau ein silbernes widersehendes Osterlamm mit vierfach durchbrochenem goldenen Heiligenschein und mit dem angewinkelten rechten Vorderfuß ein goldenes Tatzenkreuz mit goldener dreilatziger Fahne haltend.“ |
| Gemeinde Gallin               | Wappen der Gemeinde Gallin               | Genehmigt durch den Innenminister von Mecklenburg-Vorpommern am 13. Februar 2003 und unter der Nr. 276 der Wappenrolle des Landes Mecklenburg-Vorpommern eingetragen: „In Grün eine silberne Spitze, belegt mit einer roten Kapelle mit zwei betagleuchteten quadratischen Fenstern, einem spitzbedachten Holzturm und einer offenen Tür; vorn eine schräg liegende silberne Pfeilspitze; hinten eine silberne Windrose, oben besteckt mit einer halben goldenen Lilie.“ |
| Gemeinde Gammelin             | Wappen der Gemeinde Gammelin             | Das Wappen und die Flagge wurde von dem Glaisiner Manfred Sturzenbecher gestaltet. Es wurde am 21. August 1997 durch das Ministerium des Innern genehmigt und unter der Nr. 135 der Wappenrolle des Landes Mecklenburg-Vorpommern registriert: „Gespalten von Gold und Rot; vorn zwei grüne Hopfendoldenübereinander; hinten ein silbernes Kleeblatthochkreuz.“ → Details |
| Gemeinde Göhlen               | Wappen der Gemeinde Göhlen               | Genehmigt durch den Innenminister von Mecklenburg-Vorpommern am 14. März 2025: „In Gold geteilt durch einen blauen linken Wellenbalken vorn ein runder roter Rennofen mit goldener Öffnung und begleitet von sechs roten Flammen, hinten eine linksgerichtete rote Kirche mit vier goldenen Fenstern im Schiff und einem goldenen Fenster im Turm.“ |
| Stadt Goldberg                | Wappen der Stadt                         | Festgelegt am 10. April 1858 von Friedrich Franz II., Großherzog von Mecklenburg, 1998 neu gezeichnet und unter der Nr. 160 der Wappenrolle des Landes Mecklenburg-Vorpommern eingetragen: „In Gold über einem grünen (Drei-)Berg, dessen Seiten(-hügel) mit je einem Kleeblatt besteckt sind; eine rote Zinnenmauer mit zwei gezinnten Seitentürmen, zwischen denen ein hersehender schwarzer Stierkopf mit schwarzen Hörnern und goldenen Krone schwebt; von der Krone sind fünf abwechselnd mit Lilien und Perlen besteckte Zinken sichtbar.“ |
| Stadt Grabow                  | Wappen der Stadt Grabow                  | Genehmigt nach einer Wappenänderung durch den Innenminister von Mecklenburg-Vorpommern am 20. Juni 1991 und unter der Nr. 4 der Wappenrolle des Landes Mecklenburg-Vorpommern eingetragen: „In Blau eine nach links gekehrte, gesichtige, goldene Mondsichel mit drei sechsstrahligen goldenen Sternen vor der Krümmung. Auf dem Schild ruht eine rote Mauerkrone, die aus einer gezinnten Mauer mit geschlossenem goldenen Spitzbogentor und drei Zinnentürmen besteht.“ |
| Gemeinde Granzin              | Wappen der Gemeinde Granzin              | Genehmigt durch den Innenminister von Mecklenburg-Vorpommern am 28. Dezember 2000 und unter der Nr. 232 der Wappenrolle des Landes Mecklenburg-Vorpommern eingetragen: „Das Wappen zeigt in blau eine goldene Pferdebremse; zwischen deren gespreizten Schenkeln eine goldene Garbe.“ |
| Stadt Hagenow                 | Wappen der Stadt Hagenow                 | Das Wappen wurde am 10. April 1858 vom Großherzog Friedrich Franz II. von Mecklenburg-Schwerin festgelegt, 1996 im Zuge der Flaggengenehmigung neu gezeichnet und unter der Nr. 49 der Wappenrolle des Landes Mecklenburg-Vorpommern registriert.: „In Rot das Brustbild eines hersehenden Bischofs mit natürlicher Gesichtsfarbe, silbernem Haar, rotverzierter goldener Bischofsmütze und goldenem Gewand.“ |
| Gemeinde Holthusen            | Wappen der Gemeinde Holthusen            | Das Wappen und die Flagge wurde von dem Warsower Horst Schmedemann gestaltet. Es wurde zusammen mit der Flagge am 29. April 2005 durch das Ministerium des Innern genehmigt und unter der Nr. 297 der Wappenrolle des Landes Mecklenburg-Vorpommern registriert: „Gespalten; vorn in Gold ein roter Äbtissinnenstab; hinten in Blau drei goldene Lindenblätter mit Früchten pfahlweise.“ |
| Gemeinde Karstädt             | Wappen der Gemeinde Karstädt             | Das Wappen und die Flagge wurde von dem Schweriner Heraldiker Karl-Heinz Steinbruch gestaltet. Es wurde zusammen mit der Flagge am 11. Juni 2009 durch das Ministerium des Innern genehmigt und unter der Nr. 323 der Wappenrolle des Landes Mecklenburg-Vorpommern registriert.: „In Rot ein schreitender, den linken Vorderfuß anhebender goldener Stier, darüber ein abnehmender gesichteter goldener Halbmond.“ |
| Gemeinde Kirch Jesar          | Wappen der Gemeinde Kirch Jesar          | Das Wappen und die Flagge wurde von dem Schweriner Heraldiker Karl-Heinz Steinbruch gestaltet. Es wurde am 13. August 1996 durch das Ministerium des Innern genehmigt und unter der Nr. 107 der Wappenrolle des Landes Mecklenburg-Vorpommern registriert: „In Gold über blauem Wellenschildfuß mit silbernem Fisch eine rote Kirche.“ |
| Gemeinde Kobrow               | Wappen der Gemeinde Kobrow               | Das Wappen und die Flagge wurde von dem Schweriner Heraldiker Karl-Heinz Steinbruch gestaltet. Es wurde zusammen mit der Flagge am 31. Mai 2007 durch das Ministerium des Innern genehmigt und unter der Nr. 314 der Wappenrolle des Landes Mecklenburg-Vorpommern registriert: „Über blauem Wellenschildfuß von Gold und Grün gespalten; vorn eine grüne ausgerissene Klette, hinten eine goldene ausgerissene Fichte.“ |
| Gemeinde Kuhstorf             | Wappen der Gemeinde Kuhstorf             | Das Wappen wurde von dem Schweriner Heraldiker Karl-Heinz Steinbruch gestaltet. Es wurde am 24. Juni 2004 durch das Ministerium des Innern genehmigt und unter der Nr. 290 der Wappenrolle des Landes Mecklenburg-Vorpommern registriert: „In Gold eine schräglinke blaue Wellenleiste; begleitet nach der Figur: oben von einem dreiblättrigen grünen Eichenzweig mit zwei Früchten; unten von einem schwarzen Pflug.“ |

- Gemeinde
 Leezen[77]
- Gemeinde
 Lübesse[78]
- Stadt
 Lübtheen[79]
→ Details
- Stadt
 Lübz[80]
- Stadt
 Ludwigslust[81]
- Gemeinde
 Malliß[82]
- Gemeinde
 Moraas[83]
- Gemeinde
 Muchow[84]
- Stadt
 Neustadt-Glewe[85]
- Gemeinde
 Pampow[86]
- Kreisstadt
Parchim[87]
- Gemeinde
 Pätow-Steegen[88]
- Gemeinde
 Picher[89]
- Gemeinde
 Pinnow[90]
- Gemeinde
 Plate[91]
- Stadt
 Plau am See[92]
- Gemeinde
 Pritzier[93]
- Gemeinde
 Raben Steinfeld[94]
- Gemeinde
 Rastow[95]
- Gemeinde
 Redefin[96]
- Gemeinde
 Schwanheide[97]
- Gemeinde
 Siggelkow[98]
- Gemeinde
 Spornitz[99]
- Stadt
 Sternberg[100]
- Gemeinde
 Stolpe[101]
- Gemeinde
 Stralendorf[102]
- Gemeinde
 Strohkirchen[103]
- Gemeinde
 Sülstorf[104]
- Gemeinde
 Techentin[105]
- Gemeinde
 Toddin[106]
- Gemeinde
 Uelitz[107]
- Stadt
 Wittenburg[108]
- Gemeinde
 Wittenförden[109]
- Gemeinde
 Witzin[110]
- Gemeinde
 Zapel[111]
- Stadt
 Zarrentin am Schaalsee[112]

### Ehemalige Städte und Gemeinden
| Stadt oder Gemeinde               | Wappen                                                | Kommentare |
| --------------------------------- | ----------------------------------------------------- | --- |
| Buchberg, Gemeinde Ganzlin        | Wappen der ehemaligen Gemeinde Buchberg (Mecklenburg) | Genehmigt durch den Innenminister von Mecklenburg-Vorpommern am 5. Juli 2006 und unter der Nr. 304 der Wappenrolle des Landes Mecklenburg-Vorpommern eingetragen: „Das Wappen zeigt in Rot über fünf fünfblättrigen silbernen Blüten mit grünen Butzen im Fünfpass gestellt einen laufenden goldenen Hirsch.“ Die am 13. Juni 2004 aus dem Zusammenschluss der bisherigen Gemeinden Gnevsdorf und Retzow neugebildete Gemeinde Buchberg schloss sich zum 25. Mai 2014 mit den bisherigen Gemeinden Ganzlin und Wendisch Priborn zur neugebildeten Gemeinde Ganzlin zusammen. |
| Garlitz, Stadt Lübtheen           | Wappen der ehemaligen Gemeinde Garlitz                | Genehmigt durch den Innenminister von Mecklenburg-Vorpommern am 25. Januar 2000 und unter der Nr. 203 der Wappenrolle des Landes Mecklenburg-Vorpommern eingetragen: „Das […] Wappen der Gemeinde Garlitz zeigt auf einem geteilten Schild oben in Silber einen grünen Eichenzweig, an dem fächerförmig und in wechselnder Reihenfolge drei Blätter und zwei Früchte befestigt sind, und unten in Rot ein silbernes Mühlrad mit vier Speichen und acht Schaufeln.“ → Details Am 13. Juni 2004 wurde das Amt Lübtheen – bestehend aus den bisherigen Gemeinden Garlitz, Gößlow, Jessenitz und der Stadt Lübtheen – aufgelöst und die drei Gemeinden in die nunmehr amtsfreie Stadt Lübtheen eingemeindet. |
| Glaisin, Stadt Ludwigslust        | Wappen der ehemaligen Gemeinde Glaisin                | Genehmigt durch den Innenminister von Mecklenburg-Vorpommern am 22. November 1996: „Unter einem grünen Schildhaupt, darin zwei schräg gekreuzte silberne Schreibfedern, in Silber unter einer schwebenden roten Burg mit Zinnenmauer, offenem Rundbogentor und einem Zinnenturm zwei an den Stielen schräg gekreuzte grüne Eichenblätter.“ → Details Zum 1. Januar 2005 wurde Glaisin in die Stadt Ludwigslust eingemeindet. |
| Godern, Gemeinde Pinnow           | Wappen der ehemaligen Gemeinde Godern                 | Genehmigt durch den Innenminister von Mecklenburg-Vorpommern am 5. September 1997 und unter der Nr. 138 der Wappenrolle des Landes Mecklenburg-Vorpommern eingetragen: „In Gold über rotem Schildfuß, darin ein unterhalbes, achtspeichiges goldenes Mühlrad, eine grüne Kastanie, beiderseits begleitet von einem roten Hufeisen mit sechs goldenen Nagellöchern.“ Zum 1. Januar 2012 wurde Godern in die Gemeinde Pinnow eingemeindet. |
| Karow, Stadt Plau am See          | Wappen der ehemaligen Gemeinde Karow                  | Genehmigt durch den Innenminister von Mecklenburg-Vorpommern am 28. März 2003 und unter der Nr. 277 der Wappenrolle des Landes Mecklenburg-Vorpommern eingetragen: „Unter blauem Schildhaupt in Gold die gezinnte rote Stufengiebelfront einer Kirche mit acht (1:7) Spitzbogenfenstern, in der offenen Tür ein rotes Holzkreuz.“ Zum 1. Januar 2011 wurde Karow in die Stadt Plau am See eingemeindet. |
| Körchow, Stadt Wittenburg         | Wappen der ehemaligen Gemeinde Körchow                | Genehmigt durch den Innenminister von Mecklenburg-Vorpommern am 9. Juni 1999 und unter der Nr. 191 der Wappenrolle des Landes Mecklenburg-Vorpommern eingetragen: „In Rot eine eingebogene goldene Spitze, worin ein roter Kirchturm mit Rundfenster, geschlossener Rundbogenforte und Walmdach sowie schwarzem Kreuz; vorn eine goldene Korngarbe; hinten ein goldener Pferderumpf.“ Zum 25. Mai 2014 wurde Körchow in die Stadt Wittenburg eingemeindet. |
| Marnitz, Gemeinde Ruhner Berge    | Wappen der ehemaligen Gemeinde Marnitz                | Genehmigt durch den Innenminister von Mecklenburg-Vorpommern am 14. April 2000 und unter der Nr. 206 der Wappenrolle des Landes Mecklenburg-Vorpommern eingetragen: „In Gold über blauem Schildfuß, darin fünf (3 : 2) goldene Kugeln, ein schreitender, den linken Vorderfuß anhebender schwarzer Stier.“ Zum 1. Januar 2019 schlossen sich die bisherigen Gemeinden Marnitz, Suckow und Tessenow zur neugebildeten Gemeinde Ruhner Berge zusammen. |
| Retgendorf, Gemeinde Dobin am See | Wappen der ehemaligen Gemeinde Retgendorf             | Genehmigt durch den Innenminister von Mecklenburg-Vorpommern am 9. November 1995: „Gespalten; vorn in Blau zwei links gewendete silberne Sperlinge übereinander; hinten in Silber zwei springende blaue Fische übereinander.“ Zum 13. Juni 2004 schlossen sich die bisherigen Gemeinden Retgendorf und Rubow zur neugebildeten Gemeinde Dobin am See zusammen. |
| Retzow, Gemeinde Ganzlin          | Wappen der ehemaligen Gemeinde Retzow                 | Genehmigt durch den Innenminister von Mecklenburg-Vorpommern am 1. Juni 1999: „In Rot ein laufender goldener Hirsch, begleitet in den Oberecken und in der Schildfußstelle von einer fünfblättrigen silbernen Blüte mit grünen Butzen.“ Zum 13. Juni 2004 schlossen sich die bisherigen Gemeinden Gnevsdorf und Retzow zur neugebildeten Gemeinde Buchberg zusammen. Diese schloss sich zum 25. Mai 2014 mit den bisherigen Gemeinden Ganzlin und Wendisch Priborn zur neugebildeten Gemeinde Ganzlin zusammen. |
| Rubow, Gemeinde Dobin am See      | Wappen der ehemaligen Gemeinde Rubow                  | Genehmigt ????: „Geteilt durch einen Tannenschnitt mit sieben Tannen; oben in Rot zwei zugewendete silberne Sperlinge; unten in Gold ein roter Dreiberg, belegt mit einem springenden silbernen Fisch.“ Zum 13. Juni 2004 schlossen sich die bisherigen Gemeinden Retgendorf und Rubow zur neugebildeten Gemeinde Dobin am See zusammen. |
| Rüterberg, Gemeinde Dömitz        | Wappen der ehemaligen Gemeinde Rüterberg              | Genehmigt ????: „In Grün auf goldenem Hügel, darin ein blauer Wellenfaden, ein golden gerüsteter Ritter mit Stechhelm, auf einem springenden, golden gehuften, gezäumten und gesattelten silbernen Pferd, in der rechten Hand ein goldenes Schwert und in der linken Hand die goldenen Zügel haltend.“ Am 13. Juni 2004 wurde Rüterberg in die Stadt Dömitz eingemeindet. |
| Suckow, Gemeinde Ruhner Berge     | Wappen der ehemaligen Gemeinde Suckow                 | Genehmigt durch den Innenminister von Mecklenburg-Vorpommern am 20. Juni 2000 und unter der Nr. 209 der Wappenrolle des Landes Mecklenburg-Vorpommern eingetragen: „In Gold eine gewurzelte grüne Linde, der Stamm überdeckt mit einem springenden schwarzen Hund.“ Zum 1. Januar 2019 schlossen sich die bisherigen Gemeinden Marnitz, Suckow und Tessenow zur neugebildeten Gemeinde Ruhner Berge zusammen. |
| Tessenow, Gemeinde Ruhner Berge   | Wappen der ehemaligen Gemeinde Tessenow               | Genehmigt durch den Innenminister von Mecklenburg-Vorpommern am 20. September 2000 und unter der Nr. 226 der Wappenrolle des Landes Mecklenburg-Vorpommern eingetragen: „Das Wappen zeigt in Silber einen schräglinken blauen Wellenbalken, begleitet: vorn von einem vorderhalben, steigenden roten Einhorn, hinten von einer bauchigen roten Flasche.“ Zum 1. Januar 2019 schlossen sich die bisherigen Gemeinden Marnitz, Suckow und Tessenow zur neugebildeten Gemeinde Ruhner Berge zusammen. |

## Historische Wappen

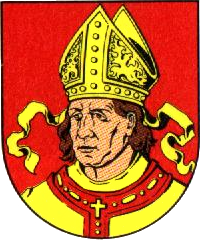
Stadt Hagenow
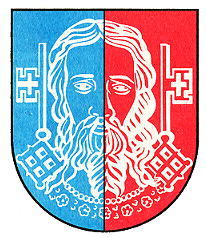
Stadt Neustadt-Glewe

- Stadt
 Hagenow[126]
- Stadt
 Neustadt-Glewe[127]